# Мануел Сеоане
Мануел Сеоане (шп. Manuel Seoane; 19. март 1902 — 21. август 1975) је био професионални је аргентински фудбалер који играо на позицији офанзивног везног играча. Наступао је за ФК Индепендијенте и репрезентацију Аргентине.
Играјући за Индепенденте постао је други најбољи стрелац клуба и пети у аргентинској примери. После играчке посветио се тренерској каријери и био је и селектор аргентинске репрезентације у периоду од 1935. па до 1937. године.

## Каријера
Сеоне је играо за Аргентину у периоду између 1924. и 1929. године. Играо је на четири Купа Америке Првенство Јужне Америке у фудбалу 1924., Првенство Јужне Америке у фудбалу 1925., Првенство Јужне Америке у фудбалу 1927., Првенство Јужне Америке у фудбалу 1929. и у том периоду Аргентина је била три пута шампион јужног континента, а Сеоне је био и голгетер шампионата 1925. године са постигнутих шест голова.

## Успеси

### Клуб
ФК Индепендијенте
- Прва лига Аргентине: 1922 ААмФ, 1926 ААмФ

### Репрезентација
Фудбалска репрезентација Аргентине
- Копа Америка: 1925, 1927, 1929.